# 宮城県田尻さくら高等学校
宮城県田尻さくら高等学校（みやぎけんたじりさくらこうとうがっこう）は、宮城県大崎市田尻にある宮城県立の高等学校。単位制高校である。

## 概要
学校名の「さくら」は、旧田尻町の町花が桜で、地元の加護坊山が桜の名所であることに由来する。校章も桜の花をモチーフにしている。
校訓は「自律　　進取　　誠実 」としている。
学校の特徴は、
1. 一人ひとりの生活スタイルに応じることができる全日制・定時制の枠を超えた柔軟な学びのシステムを持つ新たなタイプの高校。
2. 多様な教科・科目を設置し、様々な高校生の興味・関心、適性・特性、進路　希望等に幅広く対応している。 自分自身に合った時間割を自分で組む。
3. 少人数指導などで、基礎から学ぶことができ、確かな学力を身につけることができる。
4. 社会人講師の講座を設けたり、社会人の方が科目履修生として一部の科目を履修したりしている。
5. ていねいなガイダンスを行い、一人ひとりを大切にしている。
6. 東北本線田尻駅から徒歩7分の立地条件で全県区であることから、広範囲から生徒が通学可能。

校舎1階玄関前のホール「さくらギャラリー」では、月替わりで芸術作品等の展示会が開かれる。著名人を招いた「田尻文化講演会」も年数回開かれる。いずれも一般市民が見学、聴講できる。
2008年度募集停止となった田尻高校とは2009年度末まで併存し、文化祭などの学校行事は合同開催した。
部活動はないが、スポーツ愛好会やeスポーツ愛好会、音楽愛好会、折り紙愛好会などの愛好会がある。田尻高校が併存した2年間は合同チーム「田尻・田尻さくら」を組み大会（野球など）に出場する生徒もいたが、2010年度以降は高体連、高野連、高文連いずれにも加盟せず、大会にも出場しない。Ⅱ部は授業終了が遅いため、愛好会参加は認められていない。
制服はなく、普段は私服でも良い。ただし、式典等では標準服（青・紺系のスーツかブレザー）着用が義務付けられている。
校歌は田尻高校と同じだが、「田尻高校」という歌詞のある3番は削除し、1〜2番だけにした。

## 学科
- 単位制・二部制・定時制課程
  - 普通科Ⅰ部（1 - 6校時）定員80人
  - 普通科Ⅱ部（5 - 10校時）定員40人

### カリキュラム・日課
定時制だが、3年間での卒業が基本（必修単位を含め74単位取得で卒業）。普通科のⅠ部（1 - 6校時）とⅡ部（5 - 10校時）があり、5 - 6校時はⅠ部とⅡ部が一緒に授業を受ける。
学年はなく、「1年次」等と呼ぶ。ほとんどの授業は少人数制。
選択科目は茶道入門、韓国語、中国語、陶芸、田尻の環境、イラストレーション表現、声と体のレッスンなどユニークかつ多彩。必修科目を除き総合学科のように自由に時間割を組むことができる。
全体的に大学のような雰囲気の学校であり、生徒会に該当する組織を自治会、始業式や修了式にあたる行事を「開講式」「閉講式」と呼んでいる。

### 社会人聴講制度「さくらチャレンジ講座」
2009年度から社会人聴講制度（科目履修生）、通称「さくらチャレンジ講座」ができ、社会人が高校生と一緒に授業を受けられるようになった。開設科目数は宮城県内の高校で最多。校長が聴講修了と認めた聴講生には年度末に修了証書が授与される。

## 沿革
- 2008年度 - 開校式・第1回入学式（4月15日）　開校並びに新校舎落成記念式典（10月31日）
- 2009年度 - 社会人聴講生の受け入れ開始
- 2010年度 - 田尻高校の閉校で単独校となる　　第1回卒業式（2011年3月24日、東日本大震災のため当初予定より1週間延期された）

## アクセス
- JR東北本線田尻駅より徒歩７分